# Samuel Ikome Sako
Pour les articles homonymes, voir Sako.
Samuel Ikome Sako, né le 28 août 1966, est un dirigeant séparatiste camerounais et ancien second président de l'Ambazonie non reconnue. En février 2018, il devient président du gouvernement intérimaire de l'Ambazonie, un mois après l'arrestation de son leader Sisiku Julius Ayuk Tabe. En mai 2019, il est unilatéralement démis de ses fonctions par ce dernier, une décision qui déclenche la crise du leadership ambazonien. 
Il étudie la linguistique et la théologie. Il est ministre ordonné, conseiller chrétien et professionnel de la finance agréé. Il passe plusieurs années aux États-Unis, où il travaille pour le gouvernement de l'État du Maryland, et est consultant en affaires et PDG. Il est également président émérite du Community Humanitarian Emergency Board International (COHEB). 

## Biographie

### Activités professionnelles
Samuel Ikome Sako a toujours été lié d'une manière ou d'une autre à la politique, en tant que consultant en commerce de valeurs mobilières aux États-Unis, activiste et leader de la société civile depuis 1998 et chroniqueur de 1992 à 2000.

### Carrière politique

#### Président de la république autoproclamée d'Ambazonie (2018-2022)
Après avoir été nommé président par intérim, l'une des premières priorités de Samuel Ikome Sako est d'unir les groupes armés séparatistes sur le terrain sous une même bannière. En mars 2018, le gouvernement intérimaire de l'Ambazonie créé le Conseil d'autodéfense de l'Ambazonie (CAA), une coalition de plusieurs groupes armés. Les Forces de défense de l'Ambazonie (FDA) refusent d'y adhérer, à l'inverse de nombreuses autres groupes armés. Dans son discours de fin d'année du 31 décembre 2018, Samuel Ikome Sako déclare que les séparatistes passeront d'une stratégie défensive à une stratégie offensive, qu'une police d'escadre mobile sera créée, avec l'intention de conquérir et de conserver des territoires, ainsi que de vaincre les milices pro-gouvernementales, et il promet de prendre des mesures contre toute personne impliquée dans des enlèvements de civils, y compris par des membres de groupes séparatistes.
Fin mars 2019, il participe à une conférence à Washington, où plus d'une douzaine de mouvements séparatistes (y compris fédéralistes) sont représentés. La conférence aboutit à un accord pour former un front commun et pour créer ultérieurement un Conseil de libération du Cameroun méridional (CLCM). Le 2 mai 2019, un document signé par Sisiku Julius Ayuk Tabe acte la dissolution du cabinet intérimaire dirigé par Samuel Ikome Sako et le rétablissement de son propre cabinet. Le document exprime sa reconnaissance pour le travail accompli par le cabinet dirigé par Samuel Ikome Sako, mais affirme que les luttes intestines l'ont rendu inapte à continuer. La même déclaration indique que Samuel Ikomme Sako reste président intérimaire pour le moment et qu'ils chercheront un nouveau dirigeant d'ici trois mois. Cette décision n'est pas reconnue par le cabinet dirigé par Samuel Ikome Sako, qui refuse de démissionner. En juin 2019, le Conseil de restauration de l'Ambazonie (CRA) destitue Sisiku Julius Ayuk Tabe pour « faute de trahison ». Ce développement est condamné par Lucas Ayaba Cho du Conseil de gouvernement de l'Ambazonie, qui soutient Sisiku Julius Ayuk Tabe bien qu'il soit un rival du gouvernement intérimaire. En juin 2019, Samuel Ikome Sako confirme que le gouvernement intérimaire négocie avec le gouvernement camerounais. En novembre 2019, des sources pro-séparatistes rapportent que Samuel Ikome Sako et ses partisans ont changé son titre de président intérimaire en président, visant à remplacer définitivement Sisiku Julius Ayuk Tabe, même si ce dernier est un jour libéré.
En février 2022, Samuel Ikome Sako ordonne la suspension du Conseil de restauration, l'organe législatif du gouvernement provisoire. Le Conseil de la restauration destitue alors Samuel Ikome Sako, ce qui pourrait aggraver la crise du leadership ambazonien qui dure depuis longtemps, mais n'a pas réussi à le démettre de ses fonctions. Réunie à Washington du 10 au 13 mars 2022, la deuxième Conférence stratégique des parties prenantes de l'Ambazonie transforme le Conseil de restauration en une Chambre des représentants intérimaire. Les membres du Conseil de restauration dissous ont ensuite déclaré Marianta Njomia présidente.